# Orbita (matematica)
In matematica e in particolare in geometria differenziale, l'orbita di un sistema dinamico è una traiettoria percorsa dal sistema nello spazio delle fasi, ovvero una funzione che soddisfa l'equazione che definisce il sistema dinamico stesso.
Se il sistema dinamico è continuo, cioè è determinato da un'equazione differenziale ordinaria autonoma:
{\displaystyle {\frac {dX}{dt}}=F(X(t))}
con {\displaystyle F:M\subset \mathbb {R} ^{n}\to \mathbb {R} ^{n}} un campo vettoriale differenziabile definito nello spazio delle fasi {\displaystyle M}, un'orbita è una soluzione {\displaystyle X(t)} dell'equazione. Dal momento che il flusso {\displaystyle \Phi _{t}(x):M\to M} del sistema nel punto {\displaystyle x_{0}} è la soluzione quando {\displaystyle x_{0}} è preso come il punto di inizio dell'evoluzione del sistema, ovvero {\displaystyle \Phi _{t}(x_{0})\equiv X(t)}, si ha che l'orbita passante per {\displaystyle x_{0}} è talvolta scritta come l'insieme:
{\displaystyle \{\Phi _{t}(x_{0}):-\infty <t<\infty \}}

## Definizione

Orbita periodica di un moto armonico.

Dato un sistema dinamico {\displaystyle (T,M,\Phi )} dove {\displaystyle T} è un gruppo, {\displaystyle M} un insieme e {\displaystyle \Phi :U\to M}, con {\displaystyle U\subset T\times M}, si definisce:
{\displaystyle I(x):=\{t\in T:(t,x)\in U\}}
Allora l'insieme:
{\displaystyle \gamma _{x}:=\{\Phi (t,x):t\in I(x)\}\subset M}
è l'orbita passante per {\displaystyle x}. Se l'orbita consiste in un solo punto allora si dice orbita costante; ad esempio l'orbita in corrispondenza di un punto di equilibrio.
Un'orbita non costante è detta orbita periodica o orbita chiusa se esiste {\displaystyle t\in T} tale per cui {\displaystyle \Phi (t,x)=x} per ogni punto {\displaystyle x} dell'orbita.

### Sistemi dinamici continui (flussi)
Dato un sistema dinamico continuo su {\displaystyle M} con evoluzione {\displaystyle \Phi (t,x)}, sia {\displaystyle I(x)\subset \mathbb {R} } un intervallo aperto:
{\displaystyle I(x)=(t_{x}^{-},t_{x}^{+})\qquad \forall x\in M}
La curva:
{\displaystyle \gamma _{x}^{+}\equiv \{\Phi (t,x):t\in (0,t_{x}^{+})\}}
è la semi-orbita positiva passante per {\displaystyle x}, mentre:
{\displaystyle \gamma _{x}^{-}\equiv \{\Phi (t,x):t\in (t_{x}^{-},0)\}}
è la semi-orbita negativa passante per {\displaystyle x}.

### Sistemi dinamici discreti (mappe)
Si consideri un sistema discreto avente funzione di evoluzione (ricorsiva) {\displaystyle \Phi (t,x):X\to X}, con {\displaystyle t\in \mathbb {N} } il numero di iterazione. Detto {\displaystyle x\in X} il punto iniziale, l'orbita passante per {\displaystyle x} è:
{\displaystyle \gamma _{x}\equiv \gamma _{x}^{-}\cup \gamma _{x}^{+}}
dove:
{\displaystyle \gamma _{x}^{+}\equiv \{\Phi (t,x):t\geq 0\}}
e:
{\displaystyle \gamma _{x}^{-}\equiv \{\Phi (-t,x):t\geq 0\}}

## Sistemi dinamici in due dimensioni
Dato un sistema di equazioni differenziali in {\displaystyle \mathbb {R} ^{2}} del seguente tipo:
{\displaystyle \left\{{\begin{matrix}x'=f(x,y)\\y'=g(x,y)\end{matrix}}\right.}
La curva descritta nel piano al variare di {\displaystyle t} da ogni soluzione {\displaystyle x=x(t)} e {\displaystyle y=y(t)} del sistema è la traiettoria del sistema. Se il sistema soddisfa le ipotesi del teorema di esistenza e unicità di Cauchy, allora per ogni punto del piano passa un'orbita e una sola del sistema.
Le equazioni del sistema si possono interpretare da un punto di vista cinematico: il sistema descrive il moto di una particella {\displaystyle (x,y)} la cui velocità {\displaystyle (x',y')} è data in ogni punto da {\displaystyle (f(x,y),g(x,y))}. Le orbite del sistema sono le traiettorie chiuse descritte dalla particella e i punti critici sono i punti di equilibrio.

## Sistemi dinamici lineari
L'andamento qualitativo delle soluzioni del sistema:
{\displaystyle \left\{{\begin{matrix}x'=ax+by\\y'=cx+dy\end{matrix}}\right.}
si ottiene derivando la prima equazione e inserendo al posto di {\displaystyle y'} la seconda:
{\displaystyle x''=ax'+b(cx+dy)=ax'+bcx+bdy}
Dalla prima equazione si ricava {\displaystyle by=x'-ax} e sostituendo si ottiene l'equazione lineare:
{\displaystyle x''=(a+d)x'+(bc-ad)x}
riordinando i termini:
{\displaystyle x''-(a+d)x'+(ad-bc)x=0}
Si è così dimostrato che se {\displaystyle (x(t),y(t))} è una soluzione del sistema lineare allora le funzioni {\displaystyle x(t)} e {\displaystyle y(t)} risolvono l'uguaglianza precedente, la cui equazione caratteristica è:
{\displaystyle p(\lambda )=\lambda ^{2}-(a+d)\lambda +(ad-bc)=0}
e coincide con il polinomio caratteristico della matrice dei coefficienti del sistema assegnato:
{\displaystyle A={\begin{bmatrix}a&b\\c&d\\\end{bmatrix}}}
ossia:
{\displaystyle \det(\lambda \,{\rm {I}}-A)}
Dunque le radici:
{\displaystyle \lambda _{1,\,2}={\frac {(a+d)\pm {\sqrt {(a-d)^{2}+4bc}}}{2}}}
sono gli autovalori della matrice {\displaystyle A}. 
Il comportamento delle soluzioni del sistema dipende dalla natura degli autovalori, e si distinguono i vari casi:
- Nodo stabile: {\displaystyle \lambda _{1,\,2}<0}
- Nodo instabile: {\displaystyle \lambda _{1,\,2}>0}
- Sella (instabile): {\displaystyle \lambda _{1}>0} e {\displaystyle \lambda _{1}<0} oppure {\displaystyle \lambda _{1}<0} e {\displaystyle \lambda _{1}>0}
- Centro (stabile): {\displaystyle \lambda _{1,\,2}=\pm \beta i}
- Fuoco stabile: {\displaystyle \lambda _{1,\,2}=\alpha \pm \beta i} con {\displaystyle \alpha <0}
- Fuoco instabile: {\displaystyle \lambda _{1,\,2}=\alpha \pm \beta i} con {\displaystyle \alpha >0}